# Was soll bloß aus dir werden
Was soll bloß aus dir werden è un film televisivo del 1984, diretto da Horst Flick.

## Trama
Germania Ovest, 1984. Il dodicenne Boris vive in un piccolo tugurio di due stanze nel quartiere ghetto di Kreuzberg a Berlino. Suo padre è scomparso da tempo e sua madre analfabeta e alcolizzata ha accolto in casa il suo amante criminale che si impossessa dell'unica camera da letto della casa quando la sorella maggiore di Boris se ne va via di casa. 
Non ricevendo attenzione e affetto dai due, Boris trascorre gran parte del suo tempo per strada, dove ricorre alla microcriminalità e cade sotto l'influenza di altri ragazzi di strada. Un giovane insegnante cerca di aiutare Boris e lo incoraggia ad uscire dalla situazione di degrado in cui vive.

## Trasposizione letteraria
Jochen Ziem, sceneggiatore del film, pubblicò nel 1988 un romanzo tratto dalla sua sceneggiatura intitolato Boris, Kreuzberg, 12 Jahre.